# منطقه جاناکپور
جاناکپور (به لاتین: Janakpur Zone) یک منطقه در کشور نپال است که در Central Region (منطقه مرکزی) واقع شده‌است. جاناکپر ۹٬۶۶۹ کیلومتر مربع مساحت و ۲٬۵۵۷٬۰۰۴ نفر جمعیت دارد.
یکی از چهارده منطقه نپال است که از مرز هند در جنوب به مرز تبت در شمال و منطقه  Sagarmatha  در شرق و رودخانه باگماتی و Naryani و Naryani در غرب می‌رسد.
مرکز منطقه جاناکپور و شهر اصلی آن جاناکپور است. نزدیک مرز هندوستان، این شهر یک شهر تاریخی هندو است. اعتقاد بر این بود که شهر جاناک پایتخت پادشاهی جاناک، پدر law، پسر پادشاه Ayodhya , Dasharatha است. سپس شهر Mithila (میثیلا) نامیده شد. نام این منطقه مربوط به پادشاه تاریخی جاناک و capital است.

## مناطق
دیگر جاناکپور:
| مناطق              | نوع           | ستاد مرکزی |
| ------------------ | ------------- | ---------- |
| Dhanusa District   | بیرونی        | Janakpur   |
| Dolakha District   | جغرافیای نپال | Charikot   |
| Mahottari District | بیرونی        | Jaleshwar  |
| Ramechhap District | جغرافیای نپال | Manthali   |
| Sarlahi District   | بیرونی        | Malangwa   |
| Sindhuli District  | Inner Terai   | Kamalamai  |